# T-1 (潜水艦)
|           |                                                      |
| 艦歴      |                                                      |
| 発注      |                                                      |
| 起工      | 1916年6月21日                                        |
| 進水      | 1918年7月25日                                        |
| 就役      | 1920年1月30日                                        |
| 退役      | 1922年12月5日                                        |
| その後    | 1931年にスクラップとして廃棄                         |
| 除籍      | 1930年9月19日                                        |
| 性能諸元  |                                                      |
| 排水量    | 水上 1,107トン、水中 1,482トン                       |
| 全長      | 268 ft 9 in (81.9 m)                                 |
| 全幅      | 22 ft 10 in (7.0 m)                                  |
| 吃水      | 14 ft 2 in (4.3 m)                                   |
| 機関      | NELSECO製6気筒ディーゼルエンジン4基、電動モーター2基 |
| 最大速    | 水上 20ノット (37 km/h) 水中 10.5ノット (19.4 km/h)  |
| 航続距離: | 3,000カイリ（14ノット時） （26 km/h 時に 5,550 km）  |
| 試験深度: | 150ft (46m)                                          |
| 乗員      | 士官4名、下士官5名、兵員45名                         |
| 兵装      | 18インチ魚雷発射管6門、 3インチ砲2門（建造時）       |

T-1 (USS T-1, SS-52/SF-1) は、アメリカ海軍の潜水艦。AA-1級潜水艦の1番艦。当初の艦名はシューレイ (USS Schley) であった。

## 艦歴
シューレイは1916年6月21日にマサチューセッツ州クインシーのフォアリバー造船所で起工した。1918年7月25日にリリアン・ハービ＝キング夫人によって進水し、1917年8月23日に DD-103 にその名を譲るため AA-1 に改名される。1920年1月30日にボストンで艦長ジェームズ・パーカー・ジュニア少佐の指揮下就役した。
AA-1は艦隊潜水艦開発計画の下で設計されたT級潜水艦の1隻であった。整調途中の1920年7月17日に海軍は艦種記号を採用し、 AA-1 は SF-1 （艦隊潜水艦）の艦種記号が与えられた。9月20日に艦名は T-1 へ変更される。
T-1 が就役後現役任務にあったのは3年に及ばなかった。バージニア州ハンプトン・ローズを拠点として東海岸沿いに乗組員の訓練および艦隊演習に参加し、大西洋艦隊の他の部隊と共に活動した。この間の大半を第15潜水戦隊と共に活動する。任務の間にT級潜水艦の設計上の不具合は明確となり、ハンプトン・ローズの潜水艦基地で退役、予備役として保管される。その後ペンシルベニア州フィラデルフィアに移動され8年間を過ごした後、1930年9月19日に除籍された。T-1 は解体後1930年11月20日にスクラップとして売却された。